# Teateråret 1852

## Händelser

### December
- 7 december - Sveriges regering säger nej till uppgävandet av teatercensuren i Sverige, som infördes den 7 mars 1835.[1]

### Okänt datum
- Den norske dramatiske skole grnundas i Kristiania. [2]

## Födda
- 29/30 januari - Ion Luca Caragiale (död 1912), rumänsk dramatiker.
- 30 april - John Riégo (död 1912), norsk-svensk skådespelare.
- 18 juni - Charles Kent (död 1923), amerikansk skådespelare.
- Alfred Lundberg (död 1935), svensk skådespelare och teaterdirektör.
- Axel Wesslau (död 1921), svensk skådespelare.

## Avlidna
- 9 januari - Inga Norbeck, 55, svensk skådespelare, dansare och konstnär (tecknare).
- 18 mars - Ernst Benjamin Salomo Raupach, 67, tysk teaterförfattare.
- 20 juli - Gustaf Åbergsson, 77, svensk skådespelare.
- 30 november - Junius Brutus Booth, 56, brittisk skådespelare, far till John Wilkes Booth.
- Margrethe Schall (född 1775), dansk balettdansare.
- Ulrika Åberg (född 1771), svensk dansös.

### Fotnoter
1. ↑  Teatercensuren i Sverige ur Nils Personne, Svenska teatern : några anteckningar (del 6, 1925), sid. 227-229
2. ↑  ”Store norske leksikon”. http://www.snl.no/Christiania_Norske_Theater. Läst 14 april 2011.